# Saône (Doubs)
Saône és un municipi francès situat al departament del Doubs i a la regió de Borgonya - Franc Comtat. L'any 2007 tenia 3.154 habitants.

## Demografia

### Població
El 2007 la població de fet de Saône era de 3.154 persones. Hi havia 1.230 famílies de les quals 328 eren unipersonals (106 homes vivint sols i 222 dones vivint soles), 361 parelles sense fills, 431 parelles amb fills i 110 famílies monoparentals amb fills.
La població ha evolucionat segons el següent gràfic:
Habitants censats

### Habitatges
El 2007 hi havia 1.299 habitatges, 1.252 eren l'habitatge principal de la família, 7 eren segones residències i 39 estaven desocupats. 925 eren cases i 371 eren apartaments. Dels 1.252 habitatges principals, 827 estaven ocupats pels seus propietaris, 409 estaven llogats i ocupats pels llogaters i 17 estaven cedits a títol gratuït; 10 tenien una cambra, 99 en tenien dues, 177 en tenien tres, 262 en tenien quatre i 704 en tenien cinc o més. 1.132 habitatges disposaven pel capbaix d'una plaça de pàrquing. A 560 habitatges hi havia un automòbil i a 581 n'hi havia dos o més.

### Piràmide de població
La piràmide de població per edats i sexe el 2009 era:
| Homes | Edats   | Dones |
| ----- | ------- | ----- |
| 0     | 95 o +  | 0     |
| 4     | 90 a 94 | 1     |
| 1     | 85 a 89 | 9     |
| 9     | 80 a 84 | 24    |
| 25    | 75 a 79 | 33    |
| 51    | 70 a 74 | 37    |
| 41    | 65 a 69 | 56    |
| 76    | 60 a 64 | 82    |
| 71    | 55 a 59 | 39    |
| 95    | 50 a 54 | 101   |
| 89    | 45 a 49 | 83    |
| 99    | 40 a 44 | 118   |
| 130   | 35 a 39 | 118   |
| 83    | 30 a 34 | 92    |
| 94    | 25 a 29 | 96    |
| 74    | 20 a 24 | 91    |
| 120   | 15 a 19 | 101   |
| 182   | 10 a 14 | 103   |
| 111   | 5 a 9   | 87    |
| 71    | 0 a 4   | 81    |

## Economia
El 2007 la població en edat de treballar era de 2.082 persones, 1.529 eren actives i 553 eren inactives. De les 1.529 persones actives 1.411 estaven ocupades (776 homes i 635 dones) i 119 estaven aturades (51 homes i 68 dones). De les 553 persones inactives 176 estaven jubilades, 231 estaven estudiant i 146 estaven classificades com a «altres inactius».

### Ingressos
El 2009 a Saône hi havia 1.276 unitats fiscals que integraven 3.197,5 persones, la mediana anual d'ingressos fiscals per persona era de 19.725 €.

### Activitats econòmiques
Dels 164 establiments que hi havia el 2007, 1 era d'una empresa extractiva, 2 d'empreses alimentàries, 1 d'una empresa de fabricació de material elèctric, 6 d'empreses de fabricació d'altres productes industrials, 24 d'empreses de construcció, 38 d'empreses de comerç i reparació d'automòbils, 12 d'empreses de transport, 4 d'empreses d'hostatgeria i restauració, 6 d'empreses d'informació i comunicació, 14 d'empreses financeres, 8 d'empreses immobiliàries, 11 d'empreses de serveis, 29 d'entitats de l'administració pública i 8 d'empreses classificades com a «altres activitats de serveis».
Dels 47 establiments de servei als particulars que hi havia el 2009, 1 era una oficina de correu, 4 oficines bancàries, 8 tallers de reparació d'automòbils i de material agrícola, 1 taller d'inspecció tècnica de vehicles, 1 establiment de lloguer de cotxes, 1 autoescola, 2 paletes, 6 guixaires pintors, 1 fusteria, 5 lampisteries, 3 electricistes, 3 empreses de construcció, 3 perruqueries, 1 veterinari, 3 restaurants, 3 agències immobiliàries i 1 saló de bellesa.
Dels 19 establiments comercials que hi havia el 2009, 4 eren supermercats, 1 un supermercat, 1 una botiga de més de 120 m², 2 fleques, 1 una fleca, 1 una peixateria, 1 una llibreria, 2 botigues d'equipament de la llar, 1 una botiga d'equipament de la llar, 1 una botiga d'electrodomèstics, 2 botigues de material esportiu, 1 una botiga de material de revestiment de parets i terra i 1 una joieria.
L'any 2000 a Saône hi havia 10 explotacions agrícoles.

## Equipaments sanitaris i escolars
L'únic equipament sanitari que hi havia el 2009 era una farmàcia.
El 2009 hi havia 1 escola maternal i 1 escola elemental. Saône disposava d'un col·legi d'educació secundària amb 725 alumnes.

## Poblacions més properes
El següent diagrama mostra les poblacions més properes.